# Liste von Abkürzungen im Amateurfunk
In der Funktechnik allgemein, und speziell im Amateurfunk, war die Übertragungsgeschwindigkeit aufgrund des verwendeten Morsecodes früher relativ langsam. Sie lag bei etwa sechzig Buchstaben pro Minute (60 BpM). Um mehr Information in gegebener Zeit übermitteln zu können, verringerte man die in natürlichen Texten vorhandene Redundanz durch Verwendung geeigneter Abkürzungen.
Viele dieser Kürzel werden auch noch in der heutigen Zeit, hauptsächlich beim Austausch von Textnachrichten, also beim Morsen oder bei Verwendung moderner Methoden wie FT8 (als Teil von WSJT), von Funkamateuren aller Länder gebraucht. (Die einst im NS‑Staat üblichen Kürzel „hhi“ und „hh“ standen für den Hitlergruß und sollten daher heute in Deutschland nicht mehr verwendet werden. Siehe auch: Signalbuch für den Kurzwellenverkehr 4. Auflage von 1936 auf Seite 81.)
Einige Kürzel werden speziell im Morsefunk ohne Pause zwischen den einzelnen Buchstaben gefunkt, zum Beispiel ar als ▄ ▄▄▄ ▄ ▄▄▄ ▄  (und nicht: ▄ ▄▄▄   ▄ ▄▄▄ ▄ ) als Kennzeichnung des Endes einer Nachricht. Diese besonderen Morseverkehrszeichen (englisch Procedure signs oder prosigns) sind hier und in der folgenden Tabelle durch Überstreichung hervorgehoben.
Die angegebenen Kürzel gelten größtenteils international (siehe auch Q-Schlüssel). Die seltenen nationalen Ausnahmen, die fast nur unter deutschsprachigen Funkamateuren üblich sind, erkennt man am Minus-Zeichen (-) in der rechten Spalte.
| Kürzel      | Deutsch                                                                  | Englisch                                           |
| ----------- | ------------------------------------------------------------------------ | -------------------------------------------------- |
| 4           | für                                                                      | for                                                |
| 599         | RST-Rapport für beste Empfangsqualität                                   | Best signal quality                                |
| 73          | Viele Grüße                                                              | Best regards                                       |
| 76          | Gottes Segen (Conveniat)                                                 | -                                                  |
| 88          | Liebe und Küsse                                                          | Love and kisses                                    |
| 99          | Verschwinde                                                              | -                                                  |
| abt         | ungefähr                                                                 | about                                              |
| ac          | Wechselstrom (auch Brumm)                                                | alternating current                                |
| adr         | Anschrift                                                                | address                                            |
| agn         | Wieder, nochmals                                                         | again                                              |
| am          | Vormittag (ante meridiem)                                                | a.m.                                               |
| ani, any    | Irgendein, jemand                                                        | any                                                |
| ans         | Antwort                                                                  | answer                                             |
| ant         | Antenne                                                                  | antenna                                            |
| ar          | Spruchende                                                               | end of message                                     |
| as          | Bitte warten                                                             | please wait quietly                                |
| award       | Amateurfunkdiplom                                                        | award                                              |
| awdh        | auf Wiederhören                                                          | -                                                  |
| awds        | auf Wiedersehen                                                          | -                                                  |
| bci         | Rundfunkstörungen                                                        | Broadcast interference                             |
| bcnu        | Hoffe Sie wieder zu treffen                                              | be seeing you                                      |
| bd          | schlecht                                                                 | bad                                                |
| bpm         | Buchstaben pro Minute                                                    | -                                                  |
| bt          | Trennung (=)                                                             | break (=)                                          |
| btr         | besser                                                                   | better                                             |
| bug         | halbautomatische Taste                                                   | semi-automatic key                                 |
| c           | ja, Bejahung (von spanisch „si“)                                         | yes, correct, affirmation                          |
| call        | Rufzeichen, rufen                                                        | call-sign, call                                    |
| cfm         | bestätige                                                                | confirm                                            |
| cheerio     | Servus! Tschüss! (Grußwort)                                              | cheerio                                            |
| cld         | gerufen                                                                  | called                                             |
| clg         | rufend, ich rufe                                                         | calling                                            |
| col         | kollationieren                                                           | collate                                            |
| conds       | Ausbreitungsbedingungen                                                  | conditions                                         |
| condx       | DX-Ausbreitungsbedingungen                                               | dx-conditions                                      |
| congrats    | Glückwünsche                                                             | congratulations                                    |
| cpi         | aufnehmen                                                                | copy                                               |
| cq          | allgemeiner Anruf                                                        | seek you                                           |
| crd         | Stationskarte, (QSL-Karte)                                               | card, verification card                            |
| cs          | Rufzeichen                                                               | call sign                                          |
| cuagn       | wir treffen uns wieder                                                   | see you again                                      |
| cud         | konnte, könnte                                                           | could                                              |
| cul         | wir sehen uns wieder                                                     | see you later                                      |
| cw          | Tastfunk, Morsetelegrafie                                                | continuous wave                                    |
| de          | von (vor dem eigenen Rufz.)                                              | from                                               |
| dl          | Deutschland                                                              | Germany                                            |
| dok         | Distrikts-Ortsverbandskenner (DARC)                                      | DOK                                                |
| dr          | lieber, liebe                                                            | dear                                               |
| dwn         | abwärts, niedrigere Frequenz                                             | down                                               |
| dx          | große Entfernung, Fernverbindung                                         | long distance                                      |
| el          | (Antennen-)Elemente                                                      | elements                                           |
| elbug       | elektronische Taste                                                      | electronic key                                     |
| ere         | hier                                                                     | here                                               |
| es          | und, &                                                                   | and, &                                             |
| fb          | ausgezeichnet, prima                                                     | fine business                                      |
| fer         | für                                                                      | for                                                |
| fm          | von                                                                      | from                                               |
| fone        | Telefonie                                                                | telephony                                          |
| fr          | für                                                                      | for                                                |
| frd         | Freund                                                                   | friend                                             |
| freq        | Frequenz                                                                 | frequency                                          |
| ga          | beginnen Sie, anfangen                                                   | go ahead                                           |
| ga          | Guten Nachmittag                                                         | good afternoon                                     |
| gb          | leben Sie wohl                                                           | good bye                                           |
| gd          | Guten Tag!                                                               | good day (nicht GB)                                |
| ge          | Guten Abend!                                                             | good evening                                       |
| gl          | viel Glück                                                               | good luck                                          |
| gld         | erfreut                                                                  | glad                                               |
| gm          | Guten Morgen!                                                            | good morning                                       |
| gn          | Gute Nacht!                                                              | good night                                         |
| gnd         | Erdung, Erdpotential                                                     | ground                                             |
| gp          | Ground-Plane-Antenne                                                     | ground plane antenna                               |
| gud         | gut                                                                      | good                                               |
| guhor       | kein Empfang (mehr)                                                      | going unable to hear or receive                    |
| ham         | Funkamateur                                                              | ham                                                |
| hf          | Hochfrequenz, Kurzwelle                                                  | high frequency                                     |
| hh          | Irrung                                                                   | correction                                         |
| hi          | lachen                                                                   | laughing                                           |
| hpe         | hoffen                                                                   | hope                                               |
| hr          | hier                                                                     | here                                               |
| hrd         | gehört                                                                   | heard                                              |
| hw?         | wie (werde ich empfangen)?                                               | how?                                               |
| hwsat?      | wie finden Sie das?                                                      | how is about that?                                 |
| i           | ich                                                                      | I                                                  |
| info, infos | Information, Informationen                                               | information, informations                          |
| inpt, input | Eingangsleistung                                                         | input                                              |
| ka          | Spruchanfang                                                             | message begins                                     |
| kn          | kommen, nur eine bestimmte Station                                       | Over to you; only the station named should respond |
| knw         | wissen                                                                   | know                                               |
| kw          | Kilowatt                                                                 | kilowatt                                           |
| key         | Morsetaste                                                               | key                                                |
| lid         | schlechter Operator                                                      | “lousy incompetent dummy”                          |
| lis         | lizenziert, Lizenz                                                       | licensed, licence                                  |
| log         | Stations-, Funktagebuch                                                  | log book                                           |
| lsn         | hören Sie                                                                | listen                                             |
| ltr         | Brief                                                                    | letter                                             |
| lsb         | unteres Seitenband                                                       | lower sideband                                     |
| lw          | Langdrahtantenne                                                         | long wire antenna                                  |
| min, mins   | Minute, Minuten                                                          | minute, minutes                                    |
| mm          | bewegliche Seestation                                                    | maritime mobile                                    |
| mni         | viel, viele                                                              | many                                               |
| msg         | Nachricht, Telegramm                                                     | message                                            |
| mtr         | Meter, Messgerät                                                         | meter                                              |
| my          | mein                                                                     | my                                                 |
| n           | nein, Verneinung                                                         | no, negation                                       |
| net         | Funknetz                                                                 | net                                                |
| nil         | nichts                                                                   | nothing                                            |
| no          | nein (auch: Nummer)                                                      | no (number)                                        |
| nr          | nahe                                                                     | near                                               |
| nr          | Nummer                                                                   | number                                             |
| nw          | nun, jetzt                                                               | now                                                |
| ob          | alter Junge (vertrauliche Anrede)                                        | old boy                                            |
| oc          | alter Knabe (vertrauliche Anrede)                                        | old chap                                           |
| ok          | in Ordnung                                                               | O.K., okay                                         |
| om          | Funker, Herr                                                             | old man                                            |
| op          | Funker, Operator                                                         | operator                                           |
| ot          | langjähriger Funker, „alter Herr“                                        | oldtimer                                           |
| output      | Ausgangsleistung                                                         | output                                             |
| ow          | Ehefrau eines CB-Funkers                                                 | old woman                                          |
| pa          | Endstufe                                                                 | power amplifier                                    |
| pm          | Nachmittag (post meridiem)                                               | p.m.                                               |
| pse         | bitte                                                                    | please                                             |
| psed        | erfreut                                                                  | pleased                                            |
| pwr         | Leistung                                                                 | power                                              |
| r           | richtig, verstanden                                                      | “roger”, right, received                           |
| r           | Dezimalkomma (zwischen Zahlen)                                           | decimal point                                      |
| rcvd        | empfangen                                                                | received                                           |
| ref         | Referenz, Bezug, bezüglich                                               | reference                                          |
| rf          | Hochfrequenz                                                             | radio frequency, high frequency                    |
| rfi         | Funkstörungen                                                            | radio frequency interference                       |
| rig         | Stationsausrüstung, Funkgerät                                            | rig, station equipment                             |
| rprt        | Bericht                                                                  | report                                             |
| rpt         | wiederholen                                                              | repeat                                             |
| rq          | Frage                                                                    | request                                            |
| rtty        | Funkfernschreiben                                                        | radio teletype                                     |
| rx          | Empfänger                                                                | receiver                                           |
| sae         | adressierter Rückumschlag                                                | self addressed envelope                            |
| sase        | freigemachter adressierter Rückumschlag (SASE)                           | self addressed and stamped                         |
| sigs        | Signale                                                                  | signals                                            |
| sk          | Verkehrsschluss (bei Funksprüchen); auch: Hinweis auf den Tod eines hams | end of contact; auch: silent key                   |
| sked        | Verabredung                                                              | schedule                                           |
| sn          | bald                                                                     | soon                                               |
| sri         | leider                                                                   | sorry                                              |
| stn         | Station                                                                  | station                                            |
| sum         | etwas, ein wenig                                                         | some                                               |
| sure        | sicher, gewiss                                                           | sure                                               |
| swl         | Kurzwellenhörer                                                          | short-wave listener                                |
| swr         | Stehwellenverhältnis                                                     | standing wave ratio                                |
| tcvr        | Sendeempfänger                                                           | transceiver                                        |
| temp        | Temperatur                                                               | temperature                                        |
| test        | Versuch (auch: Contest-Anruf)                                            | test                                               |
| tfc         | Funkverkehr                                                              | traffic                                            |
| thru        | durch                                                                    | trough                                             |
| tks         | danke, Dank                                                              | thanks                                             |
| tmw         | morgen                                                                   | tomorrow                                           |
| tnx         | danke, Dank                                                              | thanks                                             |
| trub        | Schwierigkeiten, Störungen                                               | trouble                                            |
| trx         | Sendeempfänger                                                           | transceiver                                        |
| tu          | danke                                                                    | thank you                                          |
| tx          | Sender                                                                   | transmitter                                        |
| u           | Sie, Du                                                                  | you                                                |
| ufb         | ganz ausgezeichnet                                                       | ultra fine business                                |
| unlis       | unlizenziert, „Pirat“                                                    | unlicensed                                         |
| up          | aufwärts, höhere Frequenz                                                | up                                                 |
| ur          | ihr, dein                                                                | your                                               |
| urs         | die Ihrigen, Deine Familie                                               | your’s                                             |
| usb         | oberes Seitenband                                                        | upper side band                                    |
| utc         | koordinierte Weltzeit (Z-time)                                           | universal time coordinated                         |
| v           | “Reihe” “V”, z. B. Warteschleife                                         | v                                                  |
| ve          | Verstanden                                                               | verified                                           |
| vy          | sehr                                                                     | very                                               |
| w, watts    | Watt (Leistungsangabe)                                                   | watt, watts                                        |
| wid         | mit                                                                      | with                                               |
| wkd         | gearbeitet (gefunkt mit...)                                              | worked                                             |
| wkg         | ich arbeite (mit...)                                                     | working                                            |
| wpm         | Worte pro Minute                                                         | words per minute                                   |
| wtts        | Watt (Leistungsangabe)                                                   | watts                                              |
| wud         | würde                                                                    | would                                              |
| wx          | Wetter                                                                   | weather                                            |
| xcus        | Entschuldigung, entschuldige                                             | excuse                                             |
| xmas        | Weihnachten                                                              | Christmas                                          |
| xmtr        | Sender                                                                   | transmitter                                        |
| xtal        | Quarz                                                                    | crystal, quartz crystal                            |
| xxx         | Dringlichkeitszeichen                                                    | urgency signal                                     |
| xyl         | Ehefrau                                                                  | ex young lady, wife                                |
| yday        | gestern                                                                  | yesterday                                          |
| yl          | Funkerin, Frau                                                           | young lady                                         |
| yr, yrs     | Jahr, Jahre                                                              | year, years                                        |
| z           | Null-Zeit (UTC)                                                          | zero-time, z-time, Zulu-time                       |